# 北海道の城
北海道の城（ほっかいどうのしろ）は北海道内及び千島列島などにかつてあった城館をとりまとめたものである。

## 和人の城館・陣屋・台場

### 中世期の館
- 道南十二館
  - 志苔館（志海苔城）（函館市）
  - 宇須岸館（函館市）
  - 茂別舘（北斗市）
  - 中野館（木古内町）
  - 脇本館（知内町）
  - 穏内館（福島町）
  - 覃部館（松前町）
  - 大館（松前町）
  - 禰保田館（松前町）
  - 原口館（松前町）
  - 比石館（上ノ国町）
  - 花沢館（上ノ国町）
- 矢不来館（北斗市）
- 勝山館（上ノ国町）

### 近世・江戸期城制における城
- 松前城（松前町）
- 館城（厚沢部町）
- 五稜郭（函館市）[注釈 1]

### 近世・江戸期城制における陣屋
管轄は全て開国後の蝦夷地上知および諸藩への分担警衛命令に基づく。

#### 【松前藩】
- 戸切地陣屋（北斗市）[注釈 2]

#### 【弘前藩】
- 千代ヶ岱元陣屋（千代ヶ岡陣屋、津軽陣屋）（函館市）[注釈 3]
- スッツ出張陣屋（寿都町）
- シャリ出張陣屋（斜里町）

#### 【盛岡藩】
- 水元元陣屋（函館市）
- モロラン出張陣屋（室蘭市）
- 砂原出張陣屋（森町）
- ヲシャマンベ出張陣屋（長万部町）

#### 【久保田藩】
- マシケ元陣屋（増毛町）[注釈 4]
- ソウヤ出張陣屋（稚内市）

#### 【仙台藩】
- シラヲイ元陣屋（白老町）
- ヒロオ出張陣屋（広尾町）
- 子モロ出張陣屋（根室市）

#### 【庄内藩】
- ハママシケ元陣屋（石狩市）
- ルルモッペ出張陣屋（留萌市）
- トママエ出張陣屋（苫前町）
- 天塩脇陣屋（天塩町）

#### 【会津藩】
- ホニコイ元陣屋（標津町）
- モンベツ出張陣屋（紋別市）
- シャリ出張陣屋（斜里町）

### 台場

#### 【陸戦台場】
- 四稜郭（函館市）
- 権現台場（函館市）
- 川汲台場（函館市）
- 桔梗野台場（函館市）
- 亀田新道台場（函館市）[注釈 5]
- 瓦野台場（函館市）[注釈 6]
- 赤川台場（函館市）[注釈 7]
- 峠下台場（七飯町）※埋蔵文化財包蔵地登載名は「七飯台場跡」[注釈 8]
- 二股台場（北斗市）
- 天狗岳台場（北斗市）
- 大野口台場（北斗市）[注釈 9]

#### 【海防台場】
- 弁天台場（函館市）[注釈 10]
- 山背泊台場（函館市）[注釈 11]
- 押付台場（函館市）[注釈 12]
- 立待台場（函館市）[注釈 12]
- 汐首台場（函館市）
- 矢不来台場（北斗市）[注釈 13][注釈 14]
- 吉岡台場（福島町）[注釈 15]
- 白神岬台場（松前町）[注釈 16]
- 根森台場（松前町）[注釈 16]
- 寅向台場（松前町）[注釈 16]
- 城東宮前台場（松前町）[注釈 16]
- 城西町館台場（松前町）[注釈 16]
- 築島台場（松前町）[注釈 17]
- 立石野台場（松前町）[注釈 16]
- 折戸台場（松前町）[注釈 18]
- 生符台場（松前町）

#### 【計画されるも着工に至らなかった海防台場】
- 築島台場（函館市）[注釈 19]
- 沖之口台場（函館市）[注釈 20]

## 蝦夷･アイヌのチャシ
- セタナイチャシ（せたな町）
- モロランチャシ（室蘭市）
- 神居古潭チャシ（旭川市）
- シベチャリチャシ（新ひだか町）
- ユクエピラチャシ（陸別町）
- リンナイチャシ（美幌町）
- モシリヤチャシ（釧路市）
- チャランケチャシ（釧路市）
- 根室半島チャシ跡群（根室市）
  - チャルコロモイチャシ
  - ウェンナイチャシ
  - ニランケウシチャシ
  - アッケシエトチャシ
  - シエナハウシチャシ
  - コタンケシチャシ
  - ノッカマフチャシ
  - サツコタンチャシ
  - コンブウシムイチャシ
  - トーシャム2号チャシ
  - ピリカヲタチャシ
  - ヲンネモトチャシ
  - アフラモイチャシ
  - ポンモイチャシ